# Montagne de Cyprès
La montagne de Cyprès, en anglais Cypress Hills, est un massif montagneux située au sud-ouest de la Saskatchewan et au sud-est de l'Alberta au Canada. Le point culminant se situe en Saskatchewan à 1 468 mètres d'altitude.
Le parc interprovincial des Cypress Hills a été nommé d'après ce massif.

## Toponymie

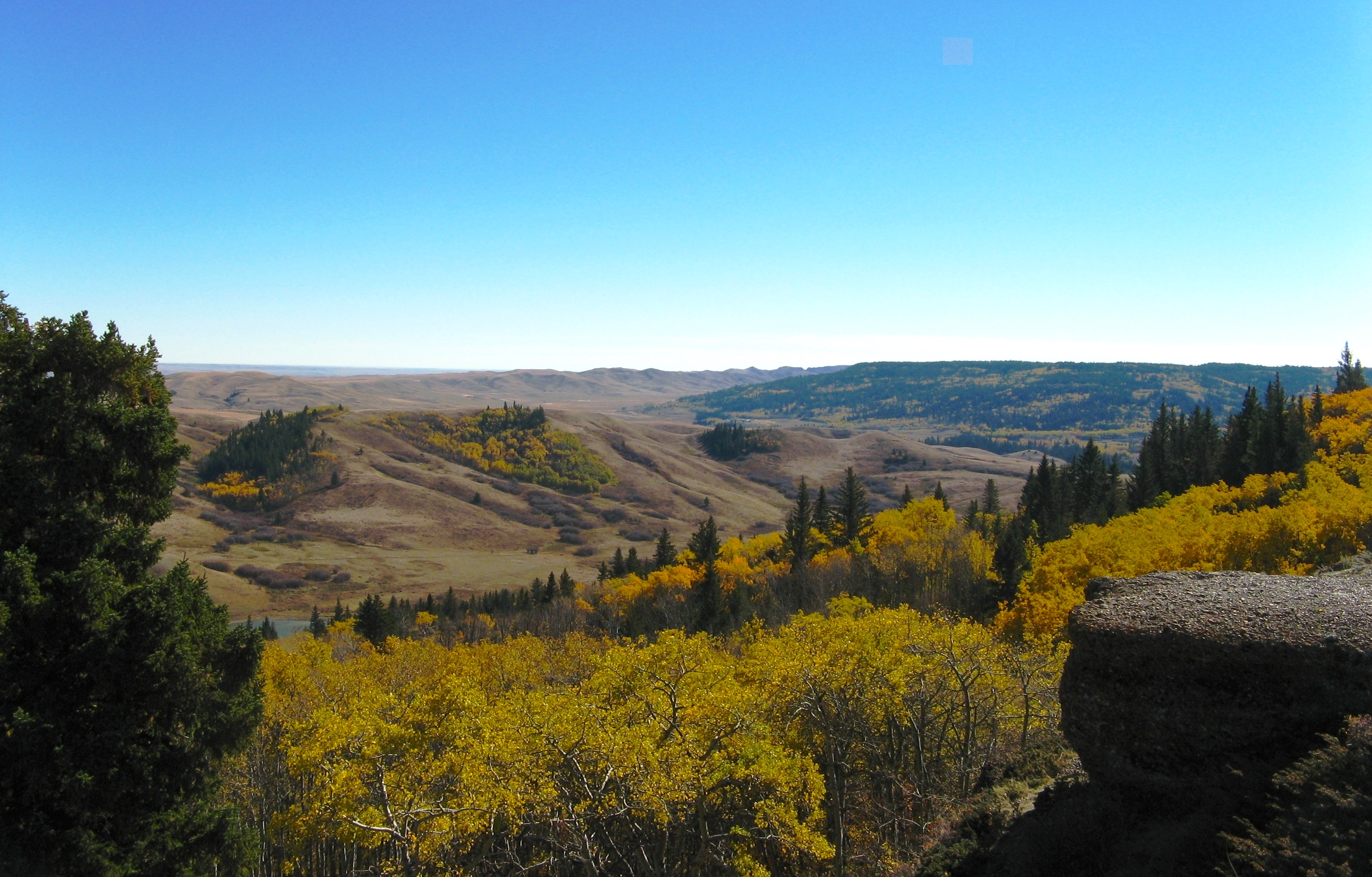
Vue des collines Cypress.

Cette région a été désignée par plusieurs noms au cours de l'histoire. Un dictionnaire de 1882 écrit par C. M. Lanning fournit le nom qu'utilise alors le peuple des Pieds-noirs, I-kim-e-kooy, qui se traduit par « terre superposée ». Le nom des Cris, en usage au même moment, était Mun-a-tub-gow, qui signifie « Belle terre haute ». Quant au « cyprès », il provient de la langue métisse qui désignait la présence nombreuse de pin gris (Pinus banksiana) dans les collines, qui était couramment désigné cyprès à l'époque. Cette confusion était courante au Canada au XIXe siècle, elle a même été notée dans le roman Maria Chapdelaine de Louis Hémon.

## Géologie
L'histoire de la création de la montagne de Cyprès est directement liée à l'élévation des montagnes Rocheuses. Elle a été créée à la suite de l'érosion de ces dernières au cours de l'Éocène, dont les sédiments sont principalement composés de sable et de gravier. Ces dépôts se sont produits jusqu'au Miocène. La fin du Néogène fut marquée par l'érosion des terres environnantes qui donnèrent à la montagne un relief positif.
La montagne est considérée comme un nunatak puisque les terres situées à plus de 1 250 m d'altitude ont été épargnées par la glaciation de Wisconsin. À proximité se trouve le cratère d'Eagle Butte, un cratère d'impact météoritique.

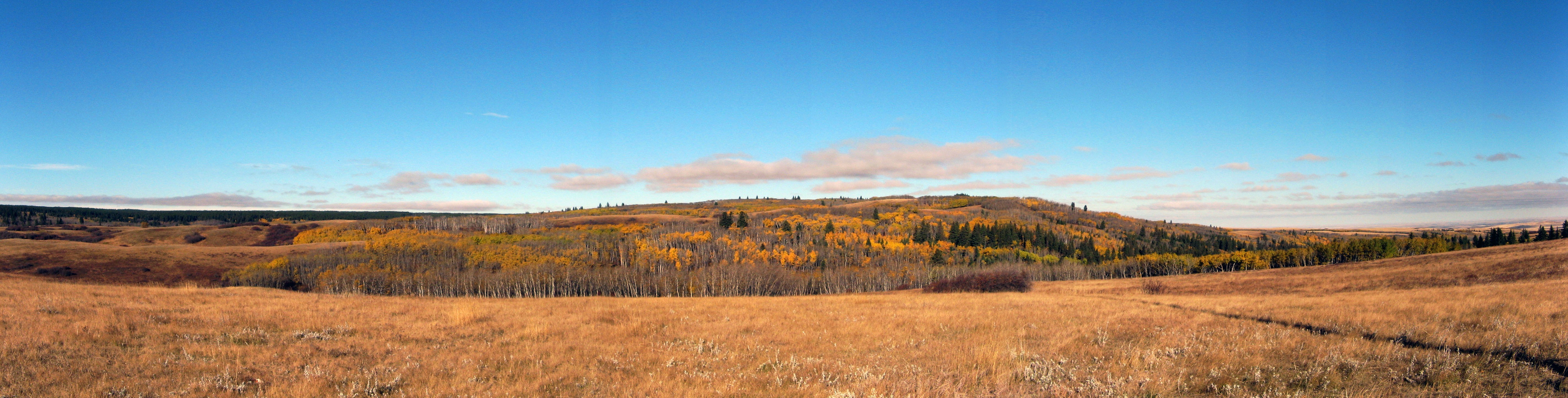
Panorama des collines Cypress.